# Marta Hegemann
Frieda Wilhelmine Martha „Marta“ Hegemann, behielt nach der Scheidung den Namen Räderscheidt (* 14. Februar 1894 in Düsseldorf; † 28. Januar 1970 in Köln) war eine deutsche Grafikerin und Malerin aus dem Umkreis des Dadaismus.

## Biographie
Nach dem Abitur 1911 studierte Hegemann an der Kölner Kunstgewerbeschule. Dort lernte sie weitere junge Künstler, wie etwa Heinrich Hoerle und ihren späteren Ehemann Anton Räderscheidt, kennen. 1912 wechselte sie zum Studium nach Düsseldorf. Später nahm sie eine Stelle als Lehrerin an einer Kölner Schule an. Sie gab diesen Beruf nach ein paar Jahren auf, da sie ihre Zukunft als künstlerisch tätige Frau gestalten wollte.
Seit 1918 mit Anton Räderscheidt verheiratet, wurde sie Mutter zweier Söhne (Johann Paul Ferdinand (* 1919) und Karl-Anton (1924–1978)). In der Nachkriegszeit begann sie mit der Kunstrichtung des Dada zu sympathisieren, zu der unter anderem auch ihr ehemaliger Studienkollege Heinrich Hoerle gehörte. In den 1920er Jahren stieg Hegemann zu einer der angesehensten Künstlerinnen im Umkreis von Köln auf. Besonders ab 1925 waren ihre Werke bei zahlreichen – nicht nur lokalen – Ausstellungen präsent. Sie befand sich auf dem Höhepunkt ihrer Karriere.
Ihre Karriere wurde durch die Machtübernahme der Nazis beendet. Im Januar 1933 zog Hegemann mit ihrer Familie nach Rom um und blieb dort für ein Dreivierteljahr. Im folgenden Jahr trennte sie sich von ihrem Ehemann Anton Räderscheidt. Bei der Nazi-Aktion „Entartete Kunst“ wurden 1937 aus dem Wallraf-Richartz-Museum drei ihrer Bilder beschlagnahmt und zerstört.
Nach Ende des Krieges 1945 konnte Hegemann nicht mehr an ihre alten Erfolge aus der Zeit der Weimarer Republik anknüpfen. Sie gehört damit zu den Künstlern der verschollenen Generation. Mit ihren beiden Söhnen versuchte sie eine Zeit lang, sich durch Aufträge aus dem Kunstgewerbe zu ernähren. 1970, im Alter von 75 Jahren, starb sie in einem Kölner Krankenhaus an einer Herzkrankheit. Ihre Grabstätte, in der auch ihr Sohn Karl Anton bestattet ist, liegt auf dem Kölner Südfriedhof neben der ihrer Schwiegereltern Wilhelm und Elisabeth Räderscheidt.
Die Künstlerinnen Maf Räderscheidt und Barbara Räderscheidt sind ihre Enkelinnen.

## Werke

### 1937 als „entartet“ nachweislich zerstörte Bilder
- Eisjungfrau (Öl auf Leinwand, 100,3 × 80,3 cm)

- Mädchen mit Tauben (Aquarell)

- Puppe (Aquarell)

### Werke in öffentlichen Sammlungen (Auswahl)
- Stillleben mit Lampe und Tieren (Öl auf Malpappe, 34,8 × 27 cm, 1921; Museum Kunst der Verlorenen Generation, Salzburg)[5]